# Polisen efterlyser
Polisen efterlyser (originaltitel Savnet siden mandag) är en norsk svartvit dramathriller från 1955 i regi av Sigval Maartmann-Moe och Tancred Ibsen. I huvudrollerna som svensken och den saknade 17-åringen ses Peter Lindgren och Ivar Svendsen.

## Rollista
- Peter Lindgren – Åke Göransson
- Ivar Svendsen – Gunnar Holm
- Bjarne Bø – länsmannen
- Kari Diesen – Oline, en grannfru
- Jack Fjeldstad – Astrids vän
- Turid Haaland
- Eric Heed – kriminalpolis
- Sonja Heiberg – Astrid Holm, Gunnars mor
- Liv Hildeng
- Øivind Johnssen – polis
- Willy Kramer-Johansen
- Erik Lassen – rånoffer
- Britta Lech-Hanssen – Anna
- Eugen Skjønberg
- Kirsten Sørlie – Marit Lien
- Einar Vaage – Haugen

## Om filmen
Polisen efterlyser producerades av Norsk Film A/S med Bjarne Stokland och Sigval Maartmann-Moe som produktionsledare. Maartmann-Moe regisserade filmen tillsammans med Tancred Ibsen och de båda skrev också manus tillsammans med Axel Kielland. Filmen fotades av Kåre Bergstrøm och Per Gunnar Jonson. Musiken komponerades av Pauline Margrete Hall.
Filmen hade premiär den 27 januari 1955 i Norge med titeln Savnet siden mandag. I Sverige hade den premiär först 24 november 1958 med titeln Polisen efterlyser.
Polisen efterlyser innehåller inklippt material från Ibsens To mistenkelige personer (1950).